# Alasdair MacIntyre

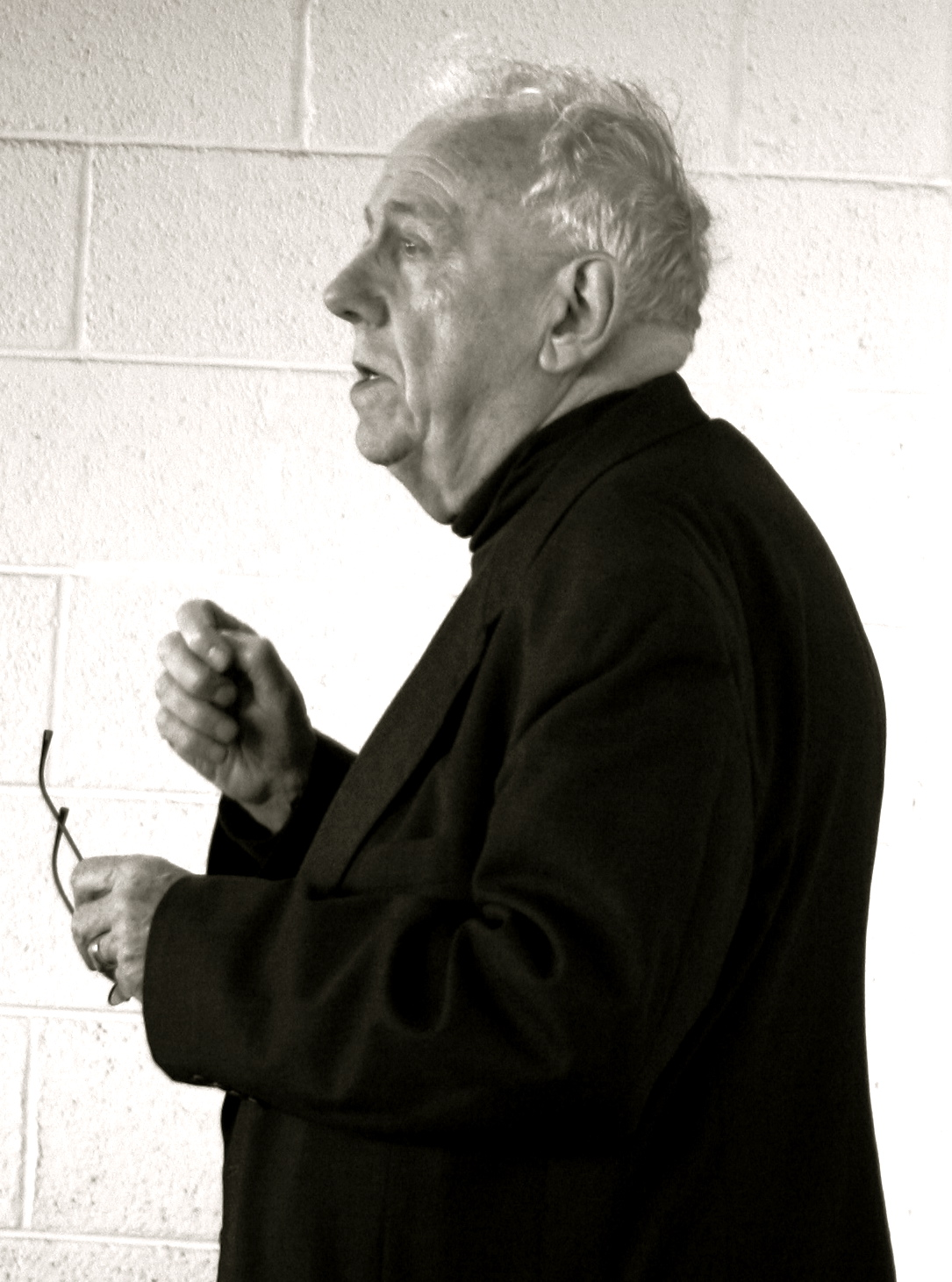
Alasdair MacIntyre

Alasdair Chalmers MacIntyre (1929-2025) là triết gia chuyên về đạo đức và chính trị, bên cạnh lịch sử triết học và thần học. Xây dựng khái niệm đạo hạnh (virtue ethics) xuyên suốt từ Plato, Aristotle sang Thomas Aquinas và Emmanuel Kant, nối kết cả với Karl Marx, MacIntyre thuộc nhóm guru đang dẫn dắt hệ tư tưởng chủ nghĩa cộng đồng trên thế giới trong nhiều năm qua.
Sinh ở Glasgow, Scotland năm 1929, theo học ở Luân Đôn, sau đó là Manchester và Oxford, MacIntyre bắt đầu sự nghiệp giáo dục từ năm 1951, làm việc cho nhiều đại học ở Anh rồi chuyển sang Mỹ năm 1969, nay là giáo sư của Đại học Notre Dame, bang Indiana, đồng thời là viện sĩ Viện triết học Mỹ. Hiện ông sống với người vợ thứ ba và cũng là giáo sư triết cùng trường. Đầu thập niên 1980 ông cải đạo sang Công giáo La Mã và nhận thức tôn giáo cũng ảnh hưởng đến hệ tư tưởng của ông, theo hướng phản bác Augustin Thomas.
Với GS MacIntyre, trung tâm của đạo đức là các thói quen sống, hạnh kiểm, và các hiểu biết về cách sống một cách toàn diện hơn là chỉ tập trung vào riêng một vấn đề nào đó như quyền đồng tính hay phá thai. Kết nối các lý luận của cá nhân trong mối quan hệ và hoạt động (engagement) cộng đồng mang tính bằng hữu, MacIntyre xây dựng khái niệm lợi ích (goods of excellence) của mỗi cá nhân phụ thuộc vào từng hoàn cảnh xung quanh với những mối quan hệ cụ thể với cộng đồng xung quanh. Cũng từ mối quan hệ này mà mỗi cá nhân nhận thức được bản sắc, cũng là bản sắc mang tính xã hội.
Vốn là nhà Mác-xít phương Tây, MacIntyre lấy biện chứng là phương pháp tư duy chủ đạo để thể hiện cấu trúc lịch sử của quá trình phát triển của đạo đức, giúp phân tích và hệ thống hóa các hệ tư tưởng đạo đức khác nhau đang được vận dụng trong xã hội hiện đại, nhìn thấy các mối tương quan mang tính tiền đề và cơ sở.